# Monastère de Zedazeni
Le monastère de Zedazeni (en géorgien ზედაზნის მონასტერი) est un monastère orthodoxe situé sur la rive gauche de l'Aragvi, sur la crête du Zedazeni, près de la ville de Mtskheta.

## Histoire
Le monastère aurait été fondé au VIe siècle par Saint Jean, un des treize pères assyriens venus évangéliser la Géorgie, à l'endroit d'un lieu de culte païen dédié à Zaden. Abandonné au XVIIe siècle après les destructions causées par le chah Abbas Ier.